# Andrej Gaćina
Andrej Gaćina (Zadar, 21 mei 1986) is een Kroatische professioneel tafeltennisser. Hij speelt rechtshandig met de shakehandgreep.
Hij nam namens zijn land deel aan de Olympische Zomerspelen van 2008, 2012, 2016 en 2020. Hij eindigde in 2008 als 7e met het team.

## Belangrijkste resultaten
- Goud in het dubbelspel op de Europese kampioenschappen tafeltennis 2011 met de Portugees Marcos Freitas.
- Zilver met het team op de Europese kampioenschappen tafeltennis 2007.
- Brons met het team op de Europese kampioenschappen tafeltennis 2014.